# Elsa Chabrol
Pour les articles homonymes, voir Chabrol.
Elsa Chabrol est une réalisatrice, scénariste et écrivaine française, fille de l'écrivain et scénariste Jean-Pierre Chabrol et de la resistante et documentariste Noëlle Vincensini.

## Biographie
Née à Paris, élevée en Corse, elle a fait ses études de réalisation à l'École nationale de cinéma de Łódź en Pologne.
Elle a été notamment la scripte ou l'assistante d'Andrzej Wajda (Danton), d'Agnieszka Holland (Le Complot), de Alexander Ramati (And the Violins Stopped Playing / I skrzypce przestały grać), etc. Elle a réalisé quelques fictions avant de se consacrer aux documentaires. En 2006, elle a créé, puis dirigé, un département de films documentaires à Radiobras (télévision nationale brésilienne) devenu EBC, puis à la TV NBR (Brésil).
Elle a publié son premier roman en 2008, L'Heure de Juliette chez J.C. Lattès. Depuis, en parallèle à son activité de scénariste, elle a publié les romans : La guerre de Louise (2011) ed. Belfond, et Emprise (2012) ed. Robert Laffont.

## Œuvres (notamment)

### Romans
- L'Heure de Juliette, 2008, Éd. J.C.Lattès  (ISBN 9782290019399)
- La Guerre de Louise, 2011, Éd. Belfond  (ISBN 9782714448613)
- Emprise, 2012, Ed. Robert Laffont  (ISBN 9782221130995)

### Fictions (scénariste et réalisatrice)
- Caralba (court-métrage) Prod Mediartis
- Le rire du bourreau (court-métrage) Prod Atria Film
- Les Ailes du délire (court métrage) Prod du Futuroscope

### Documentaires (scénariste et réalisatrice)
- Les mandolines attaquent, prod Son et Lumière/France 3, 59 minutes
- France terre d'exil, prod Son et Lumière, 52 minutes
- L'Amour vermeil, prod. Son et Lumière, 49 minutes
- Jean Nicoli, prod. Son et Lumière, 64 minutes.
- U Dutorre, prod. Son et Lumière, 59 minutes.
- Ritornu le retour, prod Paramonti, 57 minutes
- Chronique villageoise, prod France 3 Corse, 52 minutes
- Le Pic du Midi, format pentascope 70 mm, Futuroscope Poitiers

### Scénariste
- Meurtres dans le Béarn de Delphine Lemoine, Téléfilm 90' Zadig Productions
- Meurtres à la Ciotat de Dominique Ladoge * Meurtres à La Ciotat Téléfilm 90’ de Dominique Ladoge, Klim Prod.
- Far From Tougan Long métrage de Berni Goldblat, prod. Lazennec & co Films du Djabadjah
- Section de Recherches Série TF1, prod A.A coécriture Stéphanie Girerd

- La trouvaille de Juliette Téléfilm 90’ de Jérôme Navarro, coécriture Martine Moriconi, Gaumont TV
- La Banquise Téléfilm 90’ de Pierre Lary (MFP)
- Princess Sissi, Série d' Animation, coécriture Emmanuel Porché, Prod Saban International